# Домингус, Вагнер
Вагнер Жозе Алберту Карвалью Домингус (порт.-браз. Wagner José Alberto Carvalho Domingos; род. 26 марта 1983, Ресифи) — бразильский легкоатлет, специалист по метанию молота. Выступает за сборную Бразилии по лёгкой атлетике с 2000 года, чемпион Южной Америки и Южноамериканских игр, действующий рекордсмен Бразилии и Южной Америки, участник летних Олимпийских игр в Рио-де-Жанейро.

## Биография
Вагнер Домингус родился 26 марта 1983 года в городе Ресифи, штат Пернамбуку.
Занимался метанием молота в легкоатлетическом клубе BM&F в Сан-Каэтану-ду-Сул.
Начиная с 2000 года регулярно представлял юношескую национальную сборную Бразилии на различных международных турнирах, становился призёром юниорских и молодёжных первенстве Южной Америки.
Первого серьёзного успеха среди взрослых спортсменов добился в сезоне 2005 года, когда с результатом 67,33 выиграл серебряную медаль на южноамериканском чемпионате в Кали. В этом же сезоне впервые стал рекордсменом Бразилии в метании молота, а впоследствии ещё несколько раз улучшал национальный рекорд.
В 2006 году взял бронзу на иберо-американском чемпионате в Понсе и на чемпионате Южной Америки в Тунхе.
В 2007 году стал бронзовым призёром на домашнем южноамериканском чемпионате в Сан-Паулу, занял седьмое место на домашних Панамериканских играх в Рио-де-Жанейро.
В 2008 году был пятым на Иберо-американских играх в Икике.
В 2009 году показал четвёртый результат на чемпионате Южной Америки в Лиме.
На Иберо-американском чемпионате 2010 года в Сан-Фернандо получил бронзовую награду.
В 2011 году стал серебряным призёром на южноамериканском чемпионате в Буэнос-Айресе, занял четвёртое место на Панамериканских играх в Гвадалахаре.
В 2012 году добавил в послужной список серебряную награду, полученную на иберо-американском чемпионате в Баркисимето.
В 2013 году впервые стал чемпионом Южной Америки в метании молота, на соревнованиях в мексиканской Картахене превзошёл всех соперников и завоевал золото.
В 2014 году одержал победу на Южноамериканских играх в Сантьяго и на иберо-американском чемпионате в Сан-Паулу, взял бронзу на Панамериканском спортивном фестивале в Мехико.
В 2015 году победил на чемпионате Южной Америки в Лиме, стал четвёртым на Панамериканских играх в Торонто, выступил на чемпионате мира в Пекине.
В 2016 году выиграл домашний иберо-американский чемпионат в Рио-де-Жанейро, а на соревнованиях в словенском Целе показал свой лучший результат в карьере — 78,63 метра, который до настоящего времени остаётся рекордом Южной Америки и национальным рекордом Бразилии. Выполнив олимпийский квалификационный норматив (77,00), благополучно прошёл отбор на летние Олимпийские игры в Рио-де-Жанейро — в программе метания молота вышел в финал и с результатом 72,28 занял итоговое 12-е место.
После Олимпиады в Рио Домингус остался действующим спортсменом на ещё один олимпийский цикл и продолжил принимать участие в крупнейших международных стартах. Так, в 2017 году он выиграл чемпионат Южной Америки в Асунсьоне, отметился выступлением на чемпионате мира в Лондоне.
В 2018 году взял бронзу на Южноамериканских играх в Кочабамбе.
В 2019 году на чемпионате Южной Америки в Лиме был пятым.
Женат на известной бразильской метательнице копья Лайле Феррер и Силва.